# 似單鰭線面鰍
似單鰭線面鰍為輻鰭魚綱合鰓目鰻鰍科的其中一種，分布亞洲印尼及馬來西亞的淡水水域，體長可達3.6公分，棲息在植物生長茂盛的混濁水域，屬肉食性。